# Jelena Rozga
Jelena Rozga, född 23 augusti 1977 i Split, är en kroatisk popsångerska. Hon var sångerska i popgruppen Magazin 1996-2006 och har sedan haft en framgångsrik solokarriär.
Rozga föddes och växte upp i Split. Hon började dansa balett i tidig ålder och flyttade efter grundskolan till Zagreb för att gå på ett gymnasium med inriktning på balett. Efter skolan slutade hon med baletten i samband med att hon satsade på en karriär inom musiken.
Rozga deltog som 18-åring i den kroatiska uttagningen (Dora) till Eurovision Song Contest 1996 och kom på 2:a plats med bidraget Aha. Efter tävlingen erbjöds hon att efterträda Danijela Martinović som sångerska för popgruppen Magazin och tackade ja. Hon har därefter deltagit uttagningen med Magazin 1997, 1998, 1999 och 2005. 2006 deltog hon i tävlingen som soloartist med bidraget Ne zovi me Marija (6:e plats). Hennes senaste deltagande i tävlingen var 2007 med bidraget Nemam (6:e plats).
Även efter att hon lämnat Magazin har hon fortsatt sitt samarbete med kompositörerna Tonči och Vjekoslava Huljić, som skrivit flera av låtarna på hennes soloalbum. Tonči Huljić var tidigare keyboardist i Magazin. Rozga släppte sitt första soloalbum Oprosti mala 2006. Hon vann Splitfestivalen 2007 med låten Gospe moja och 2008 fick hon en stor hit med låten Daj šta daš. Hennes andra studioalbum, Bižuterija, släpptes 2011.

## Diskografi

### Soloalbum
- Oprosti mala (2006)
- Bižuterija (2011)
- Best of (2012)

### Med Magazin
- Nebo boje moje ljubavi (1996)
- Da si ti ja (1998)
- Minus i plus (2000)
- S druge strane mjeseca (2002)
- Paaa..? (2004)